# Aspelta intradentata
Aspelta intradentata är en hjuldjursart som beskrevs av Berzinš 1949. Aspelta intradentata ingår i släktet Aspelta och familjen Dicranophoridae. Inga underarter finns listade i Catalogue of Life.